# STS-9
STS-9 var den nionde flygningen i det amerikanska rymdfärjeprogrammet och den sjätte i ordningen för rymdfärjan Columbia. Den sköts upp från Pad 39A vid Kennedy Space Center i Florida den 28 november 1983. Efter drygt tio dagar i omloppsbana runt jorden återinträdde rymdfärjan i jordens atmosfär och landade vid Edwards Air Force Base i Kalifornien.

## Start och landning
Starten skedde klockan 16:00 (UTC) 28 november 1983 från Pad 39A vid Kennedy Space Center i Florida.
Landningen skedde klockan 23:47 (UTC) 8 december 1983 vid Edwards Air Force Base i Kalifornien.

## Uppdragets mål
Huvuduppgiften för STS-9 var att bevisa att det går att utföra avancerad vetenskaplig forskning i omloppsbana. Detta projekt, ett samarbete mellan NASA och ESA, kallas Spacelab 1. Sammanlagt 72 experiment utfördes inom sådana områden som plasmafysik, astronomi, teknologi och observationer av jordklotet.